# آندریاس بوب
آندریاس بوب (انگلیسی: Andreas Bube؛ زادهٔ ۱۳ ژوئیهٔ ۱۹۸۷) ورزشکار دو و میدانی اهل دانمارک است.
وی در مسابقات کشوری و بین‌المللی در مجموع برندهٔ ۱ مدال نقره شده‌است.